# Tremellomycetidae
Tremellomycetidae Locq., 1984 è una sottoclasse di funghi della classe Tremellomycetes.

## Ordini
Ci sono sei ordini, 17 famiglie e 39 generi nei Tremellomycetes.
- Chionasterales
- Cystofilobasidiales
- Filobasidiales
- Holtermanniales
- Tremellales[4]
- Trichosporonales